# Omar Briceño
Omar Briceño (30 de janeiro de 1978) é um futebolista mexicano, que atuava como defensor.

## Carreira
Heriberto Morales integrou a Seleção Mexicana de Futebol na Copa América de 2004.